# 243002 Lemmy
243002 Lemmy è un asteroide della fascia principale. Scoperto nel 2006, presenta un'orbita caratterizzata da un semiasse maggiore pari a 3,1529120 UA e da un'eccentricità di 0,2167412, inclinata di 7,26437° rispetto all'eclittica.